# قورس ذهبي الخطوط
قورس ذهبي الخطوط (الاسم العلمي: Coris aurilineata) (بالإنجليزية: goldlined coris)‏ هو نوع من الأسماك يتبع جنس القورس من الفصيلة اللبروسية.